# Пљешивец
Пљешивец (слч. Plešivec) насељено је мјесто са административним статусом сеоске општине (слч. obec) у округу Рожњава, у Кошичком крају, Словачка Република.

## Становништво
| Година:    | 1994. | 2004.   | 2014.   | 2024.   |
| ---------- | ----- | ------- | ------- | ------- |
| Број људи: | 2373  | 2417    | 2313    | 2160    |
| Разлика:   |       | +1,85 % | -4,30 % | -6,61 % |

| Година:    | 2023. | 2024.   |
| ---------- | ----- | ------- |
| Број људи: | 2178  | 2160    |
| Разлика:   |       | -0,82 % |

Према подацима о броју становника из 2011. године насеље је имало 2.383 становника.